# Белоцерковская и Богуславская епархия
Белоцерковская и Богуславская епархия — епархия Украинской православной церкви, объединяет приходы и монастыри на территории десяти районов южной части Киевской области Украины.
Кафедральный город — Белая Церковь. Кафедральные соборы — Спасо-Преображенский (Белая Церковь) и Троицкий (Богуслав).

## Названия
- Юрьевская и всего Поросья (XI—XII века)
- Юрьевская и Каневская (с 1147)

- Белоцерковская и Сквирская (викарная)

- Белоцерковская и Богуславская (с 1994)

## История
В 1032 году великий князь Ярослав Мудрый основал на реке Рось город Юрьев, который стал кафедрой новой Юрьевской епархии. В Юрьеве возведен Свято-Георгиевский собор, ставший кафедральным. Точная дата основания епархии неизвестна, в византийских каталогах епархий середины XI века уже значился «Святой Георгий на Роси».
В конце XII века Юрьев перестаёт быть форпостом в борьбе с половцами, изменилось и местонахождение епископской кафедры — с 1150 по 1154 год она находится в Каневе, с 1197 по 1198 год — в Белгороде; но в XIII веке кафедра снова возвращается в Юрьев. С монголо-татарским разгромом XIII века связано пресечение епархии в 1231—1233 годах, упадок церковной жизни в Поросье.
Затем церковная жизнь отчасти возродилась, когда эти земли вошли в состав Великого княжества Литовского. Юрьев был восстановлен на том же месте, но получил новое имя — Белая Церковь — данное народом от белокаменной руины Юрьевской церкви, разрушенной татарами.
Поначалу литовские князья благоволили православным, но их наследники приняли римо-католицизм, вошли с тесный союз с Польшей, и начали утеснять православных, способствовали распространению среди них римо-католической проповеди. После появления новой формы пропаганды — униатства — давление на православных усилилось. В 1596 году епископы Луцкий Кирилл (Терлецкий) и Владимиро-Волынский Ипатий (Потей) подписали Брестскую унию, временно лишив оставшуюся верной Православию паству иерархической организации и той меры государственного признания, которой она ещё пользовалась.
В 1620 году Патриарх Иерусалимский Феофан III возродил иерархию Православной Церкви на Украине. К 1640-1650-м годам относятся упоминания о нескольких православных храмах в Поросье. В то время в Белой Церкви было пять церквей, каждую опекал отдельный городской цех ремесленников, при храмах были приходские школы. К этому времени относятся и сведения о монастырях на территории Поросья: Ржищевском Спасо-Преображенском мужском и Лесовичском Свято-Георгиевском женском.
С 1737—1739 годов на Поросье утверждается уния.
После второго раздела Польши в 1793 году, под покровительством Российской Империи, православная епархиальная организация края стала возрождаться. Массовое возвращение населения в православие из зачастую насильственно внедренного униатства быстро увеличивало местную паству.
Восстановлению православия способствовало присоединение Правобережья к Российской империи. На Поросье были сформированы православные протопопии (благочиния) Белоцерковская и Богуславская. Православные храмы Белоцерковщины того времени были достаточно скудными. Когда в 1797 году их осмотрел Киевский митрополит Иерофей, то, как свидетельствуют документы, увидел «во всех почти тамошней церкви одни беспорядки и неустройства». Православным храмам нужна была весомая помощь государства. И она поступила оттуда, откуда не ждали — из императорского гардероба. Императрица Екатерина II после присоединения большинства униатов к православию повелела часть своей одежды перешить на церковные ризы для новоприсоединенных приходов. Тем не менее, церковное строительство в первой половине XIX века развивалось здесь достаточно умеренными темпами — большинство мирян в это время были крепостными помещиков-поляков.
В XIX веке Белая Церковь снова входит в состав Киевской митрополии. В это время зарождается просветительное движение среди священства. Первые шаги в организации церковно-приходских школ в крае сделал священник Пётр Лебединцев, настоятель Белоцерковского Спасо-Преображенского собора, он же стал одним из инициаторов краеведческого движения. В конце XIX века в Белой Церкви, Тараще и других городах создаются православные братства.
Первая мировая война, революция 1917 года, гражданская война вызвали хаос и раскол не только в государственной, но и в церковной жизни, за которыми последовали гонения со стороны новой атеистической власти. С начала 1920-х годов разрушались храмы и закрывались монастыри.
В 1921—1924 годы викарий Киевской епархии епископ Димитрий (Вербицкий) носил титул Белоцерковского и Сквирского.
С обретением Украиной независимости вновь воспряла церковная жизнь, началось возвращение людей в Церковь и воссоздание храмов.
Летом 1994 года решением Священного Синода Украинской Православной Церкви Белоцерковская епархия была возрождена.
При епархиальном управлении созданы отделы: издательский, духовного образования и катехизации, информационный, юридический, архитектурно-строительный, социального служения.

## Епископы
Юрьевская епархия
- Михаил (упом. 1071 — упом. 1073)
- Антоний (упом. 1088—1091)
- Марин/Карион (упом. 1091—1095)
- Даниил (6 января 1113 — 9 сентября 1121)
- Марк (до 1134)
- Карион (упом. 1184—1197)
- Адриан (1197, в/у еп. Белгородский, именовался Белгородским и Юрьевским)
- Дамиан (упом. 1147—1155)
- Алексий (упом. 1200)

Белоцерковское викариатство Киевской епархии
- Димитрий (Вербицкий) (1921 — 1925)
- Ипполит (Хилько) (16 августа — 8 декабря 1992)
- Ионафан (Елецких) (декабрь 1992 — 29 декабря 1993)

Белоцерковская епархия
- Серафим (Зализницкий) (1 августа 1994 — 31 мая 2007)
- Митрофан (Юрчук) (31 мая 2007 — 20 июля 2012)
- Августин (Маркевич) (с 20 июля 2012)

## Благочиния
- Белоцерковское
- Богуславское
- Володарское
- Кагарлыкское
- Мироновское
- Ракитнянское
- Ржищевское
- Сквирское
- Ставищенское
- Таращанское
- Тетиевское
- Узинское

## Монастыри
В епархии действует 5 монастырей: 
- Марие-Магдалининский монастырь (женский; Белая Церковь)
- Ржищевский Спасо-Преображенский монастырь (женский; Ржищев)
- Монастырь Рождества Христова (мужской; посёлок Ракитное)
- Монастырь Святых Царственных страстотерпцев (женский; село Кисловка)
- Серафимовский монастырь (Белая Церковь)